# 元子恕
元子恕（6世紀？—？），河南郡洛阳县（今河南省洛阳市东）人，魏献文帝拓跋弘的曾孙，魏节闵帝元恭之子，北魏宗室。

## 生平
普泰元年九月癸巳（531年10月22日），魏节闵帝元恭封元子恕为勃海王。太昌元年九月癸丑（532年11月5日），魏孝武帝元修将元子恕改封为沛郡王。